# Kampong Chhnang
Kampong Chhnang este un oraș din Cambodgia.